# Đảo James Bond

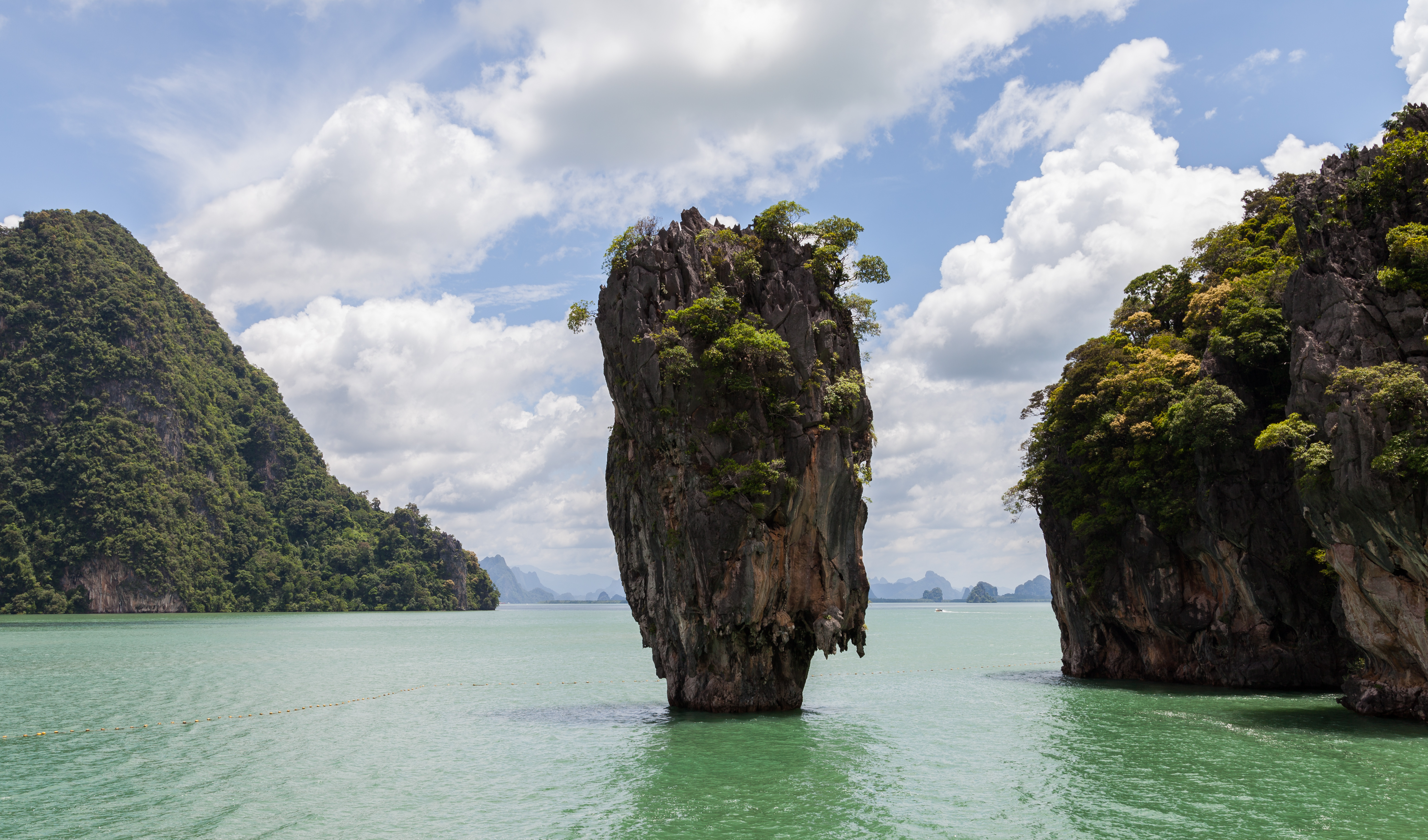
Đảo James Bond

Ko Tapu (tiếng Thái: เกาะตะปู, nghĩa là "đảo đinh"),  Khao Tapu, เขาตะปู, "đồi đinh") hay tên thông tục là đảo James Bond , là một trong những hòn đảo rất nổi tiếng trong vịnh Phang Nga - thuộc tỉnh Phang Nga - miền Nam Thái Lan. Hòn đảo nổi tiếng nhờ vào bộ phim của nam tài tử James Bond với bộ phim The Man with the Golden Gun sản xuất năm 1974. 

## Tự nhiên
Đảo này có khá nhiều núi đá có hình dáng kỳ lạ và xuyên suốt là những hang động. Du lịch ở đây phát triển mạnh với những bãi biển các trắng xóa và cuộc sống của ngư dân luôn làm cho du khách thích thú. 

Đảo nổi tiếng nhờ vào bộ phim " The Man with the Golden Gun "

## Đảo Khao Ping
Nổi tiếng nhất của đảo chính là hòn đảo Ko Khao Ping (tiếng Thái: เกาะเขาพิงกัน), có lẽ gây ấn tượng nhất của những hòn đảo tại vịnh Phang Nga. Phía sau bãi biển, ngọn núi trong như có vết nứt chẻ làm đôi, nửa ngọn núi đứng nghiêng chống đỡ phần nửa bên kia. Nhiều cư dân địa phương cho rằng, chúng là đôi tình nhân âu yếm nhau. Có cầu thang nhỏ dẫn đến hang lớn nằm trên mặt nước, những khối đá vôi có hình thù trông giống như những mô đất rộng lớn.